# Хамдан ибн Мохаммед Аль Мактум
Хамда́н ибн Моха́ммед ибн Ра́шид А́ль Макту́м, известный как Фазза́ (араб. حمدان بن محمد بن راشد آل مكتوم‎; род. 14 ноября 1982, Дубай, ОАЭ) — наследный принц Дубая с 1 февраля 2008 года и министр Исполнительного совета Дубая с 2006 по 2008 год. Второй сын вице-президента и эмира Дубая — Мохаммеда ибн Рашида Аль Мактума.

## Биография
Родился 14 ноября 1982 года в Дубае. Второй сын Мохаммеда ибн Рашида Аль Мактума от его первой жены Хинд бинт Мактум Аль Мактум. Своё детство и воспитание описывал следующим образом:

Мой отец, Его Высочество шейх Мохаммед ибн Рашид Аль Мактум, является моим наставником по жизни. Я всегда продолжаю у него учиться, и его опыт помогает мне в решении многих стратегических вопросов. Моя мать, шейха Хинд, — истинный образец любящей и заботливой матери. Она вырастила меня в атмосфере абсолютной любви и привязанности и до сих пор поддерживает меня, несмотря на то, что я уже взрослый. Я никогда не забуду глубокую преданность и доброту моей матери. Я испытываю к ней огромное уважение и считаю, что любое общество, где не ценят матерей, является бесчестным и ничего не стоит.
Оригинальный текст (англ.)My father, His Highness Sheikh Mohammed Bin Rashid Al Maktoum, is my tutor in life. I continue to learn from him. I take on his views as guiding stars regarding many strategic issues. My mother Sheikha Hind – a true icon of a loving and caring mother – brought me up, as a youngster, surrounded by all her love and affection. She still supports in my adulthood in every possible way. I can never forget my mother’s deep devotion and kindness. I have great respect for her. I consider any society that does not value mothers worthless and dishonorable.

### Образование
Начал своё обучение в частной школе имени шейха Рашида, после поступил на факультет административного управления Дубайской правительственной школы. Затем продолжил обучение в Великобритании в Королевской военной академии в Сандхерсте, там же проходили обучение наследники британского трона Гарри и Уильям. После чего окончил Лондонскую школу экономики. В своём интервью журналу Vision он отметил, что учёба в Сандхерсте выработала в нём самодисциплину, ответственность, целеустремлённость и умение работать в команде.

### Карьера и политическая деятельность
В сентябре 2006 года был назначен председателем Исполнительного совета эмирата Дубай.
1 февраля 2008 года в возрасте 25 лет, принял присягу в качестве наследного принца после отречения старшего брата Рашида. Став новым наследным принцем, был назначен на ряд ключевых должностей, таких как глава хедж-фонда HN Capital LLP и президент нового университета, названного его именем. Также занял посты руководителя Лиги поддержки молодых предпринимателей, Комитета по спорту эмирата Дубая и Дубайского центра исследования аутизма. Под его патронажем находится Дубайский марафон. Входил в состав делегации из Дубая на презентации Экспо-2020, в результате его родной город получил право на проведение этого мероприятия.
Журнал Forbes в 2011 году оценил его состояние в 18 миллиардов долларов.

## Увлечения
Ведёт активный образ жизни, увлекается прыжками с парашютом, дайвингом, рыбалкой, соколиной охотой, сноубордингом, велоспортом и многим другим. В свободное время пишет стихи под псевдонимом Фазза (араб. فزاع‎), которые посвящает в том числе своей родине и семье. Среди его домашних питомцев имеются такие экзотические животные как белые тигры и львы. Особую страсть для принца представляют породистые жеребцы и конные виды спорта. На счету Его Высочества имеется несколько наград престижных соревнований, среди которых золотая медаль Всемирных конных игр, проходивших во Франции в 2014 году. Сам он указывал, что родился в семье, где обожают лошадей, езда верхом придаёт ему чувство свободы. Помимо прочего у него имеется несколько верблюдов, на одного из которых он потратил почти три миллиона долларов, дорогие автомобили и собственная яхта.
Много времени уделяет благотворительности, оказывая помощь инвалидам и больным детям, закупая медицинское оборудование.
Пользователи сети порой сравнивают дубайского принца с диснеевским Аладдином, героем сказок «Тысяча и одна ночь». Также подмечают его сходство с актёром Эриком Бана.
Фото Fazza 2018

## Личная жизнь
15 мая 2019 года в возрасте 36 лет, женился на своей кузине Шейхе бинт Саид ибн Тани Аль Мактум.

## Титулы и звания
- Шейх (с рождения и по настоящее время);
- Его Превосходительство (с 4 января 2006 по 1 февраля 2008);
- Его Высочество (с 1 февраля 2008 и по настоящее время).